# رودنيكي
رودنيكي (بالروسية: Родники) هي إحدى مدن روسيا في الكيان الفدرالي الروسي إيفانوفو أوبلاست.